# 八つ化け頭巾
八つ化け頭巾は、日本の民話（昔話）。世界にも類例がある。「宝物交換」譚に分類される。

## ストーリー

### 典型例
アニメーションテレビ番組『まんが日本昔ばなし』で紹介されたストーリーでは、「愉快な和尚さんがきつねから八つ化け頭巾をだまし取り、様々ないたずらをする。一方、きつねは和尚から貰った「ただの手ぬぐい」を頭に乗せ、美女に化けたつもりでいた」という「宝物交換型民話」となっている。

### 分布・類話
- 日本各地に分布するが、「吉四六ばなし」や「彦市とんちばなし」の一話となっている場合もある。また、天狗と交換した団扇で鼻を伸ばしすぎ、天女や雷様に伸びた鼻を天界で固定され、団扇で逆に扇ぐと鼻が動かせず、鼻が短くなるたびに主人公が天まで昇ってしまうという変種もある[3]。